# Ампији ле Сек
Ампији ле Сек (фр. Ampilly-le-Sec) насеље је и општина у источном делу централне Француске у региону Бургоња, у департману Златна обала која припада префектури Монбар.
По подацима из 2011. године у општини је живело 364 становника, а густина насељености је износила 14,92 становника/km². Општина се простире на површини од 24,4 km². Налази се на средњој надморској висини од 285 метара (максималној 314 m, а минималној 231 m).

## Демографија
| 1962. | 1968. | 1975. | 1982. | 1990. | 1999. | 2011. |
| ----- | ----- | ----- | ----- | ----- | ----- | ----- |
| 313   | 333   | 360   | 384   | 424   | 377   | 364   |

График промене броја становника у току последњих година